# Robert Williams (cestista)
Robert Lee Williams III (Shreveport, 17 ottobre 1997) è un cestista statunitense professionista con i Portland Trail Blazers nella NBA.
È soprannominato Time Lord.

## Biografia
È un cestista professionista per i Portland Trail Blazers, scelto al primo turno come ventisettesima scelta del Draft NBA del 2018.

## Carriera NBA

### Boston Celtics (2018-2023)

#### I primi anni a Boston (2018-2021)
Nella sua prima stagione in NBA gioca solamente qualche minuto in poche partite per i Boston Celtics. 
Nella stagione NBA 2019-2020 non riesce a trovare ancora molto spazio nelle rotazioni di coach Brad Stevens essendo il terzo sostituto nel suo ruolo. Con l'arrivo dei playoffs, giocati a Orlando nella "bolla" creata appositamente per concludere la stagione regolare e i playoffs durante il periodo della pandemia, riesce a ritagliarsi più spazio come riserva nel ruolo di centro, partendo dalla panchina.
Nella stagione successiva, a seguito della cessione di Daniel Theis ai Chicago Bulls, guadagna il posto da titolare raggiungendo una media costante di almeno 9 punti, 7 rimbalzi e 2 stoppate a partita. La sera del 2 aprile 2021 segna la sua migliore prestazione fino ad allora, con 20 punti, 9 rimbalzi, 8 assist e una percentuale del 100% di tiri dal campo, cosa che solo altri due giocatori nella storia NBA erano riusciti a fare: Wilt Chamberlain e Nikola Jokić. Durante il primo turno dei playoffs contro i Brooklyn Nets subisce un infortunio all'alluce del piede destro che lo costringe a saltare il resto della serie; i Celtics saranno poi eliminati definitivamente.

#### La crescita nei Celtics (2021-2023)
Da questa stagione diventa il centro titolare nel quintetto dei Boston Celtics. La sera del 31 Dicembre del 2021 nella vittoria per 123 a 108 contro i Phoenix Suns, mette a segno una delle migliori prestazioni, facendo segnare la sua prima tripla-doppia di carriera con 10 punti, 11 rimbalzi e 10 assist e aggiungendo anche 5 stoppate. Durante la stagione regolare inizia ad essere considerato sempre di più uno dei migliori difensori di tutta la lega con una media di 2,2 stoppate per partita che lo posizionano al secondo posto in tutta la NBA nella classifica delle stoppate per partita. Dall'inizio del 2022 Williams sarà considerato il cardine fondamentale della difesa dei Celtics assieme a Marcus Smart, e ciò porterà a Boston ad avere la migliore difesa della lega soprattutto al lavoro difensivo di essi. La domenica del 27 Marzo del 2022 Williams subirà un infortunio al menisco che lo avrebbe tenuto al di fuori del campo da gioco per circa sei settimane. Alla fine della regular season concluderà in seconda posizione nella classifica delle stoppate di media a partita dietro a Jaren Jackson (1999) e ciò gli permetterà di raggiungere l' NBA All-Defensive Team posizionandosi nel secondo team.

## Caratteristiche tecniche
È un ottimo schiacciatore e rimbalzista anche grazie alla sua forte elevazione. È anche un buon difensore soprattutto grazie alla sua costanza nelle stoppate e nel marcare in uno contro uno avversari più grandi di lui. Considerato uno dei migliori difensori perimetrali di tutta la lega nella stagione 2022 fa registrare una statistica molto interessante che lo riguarda: la percentuale di tiri a canestro più bassa concessa agli avversari quando si trovavano in situazioni di uno contro uno contro di lui.

## Statistiche
| * | Primo nella lega |

### NCAA
| Anno      | Squadra          | PG | PT | MP   | TC%  | 3P%  | TL%  | RP  | AP  | PRP | SP  | PP   |
| --------- | ---------------- | -- | -- | ---- | ---- | ---- | ---- | --- | --- | --- | --- | ---- |
| 2016-2017 | Texas A&M Aggies | 31 | 17 | 25,8 | 55,6 | 11,1 | 59,0 | 8,1 | 1,4 | 0,7 | 2,5 | 11,8 |
| 2017-2018 | Texas A&M Aggies | 30 | 23 | 25,6 | 63,2 | 0,0  | 47,1 | 9,2 | 1,4 | 0,8 | 2,5 | 10,4 |
| Carriera  | Carriera         | 61 | 40 | 25,7 | 59,0 | 6,7  | 54,1 | 8,7 | 1,4 | 0,7 | 2,5 | 11,1 |

#### Massimi in carriera
- Massimo di punti: 21 (2 volte)[2]
- Massimo di rimbalzi: 16 (2 volte)
- Massimo di assist: 6 vs Pepperdine (24 novembre 2017)
- Massimo di palle rubate: 3 (3 volte)
- Massimo di stoppate: 7 vs Alabama (8 marzo 2018)
- Massimo di minuti giocati: 36 vs Vanderbilt (9 marzo 2017)

### NBA

#### Regular Season
| Anno      | Squadra             | PG  | PT  | MP   | TC%  | 3P%  | TL%  | RP  | AP  | PRP | SP  | PP   |
| --------- | ------------------- | --- | --- | ---- | ---- | ---- | ---- | --- | --- | --- | --- | ---- |
| 2018-2019 | Boston Celtics      | 32  | 2   | 8,8  | 45,0 | -    | 60,0 | 2,5 | 0,2 | 0,3 | 1,3 | 2,5  |
| 2019-2020 | Boston Celtics      | 29  | 1   | 13,4 | 72,7 | -    | 64,7 | 4,4 | 0,9 | 0,8 | 1,2 | 5,2  |
| 2020-2021 | Boston Celtics      | 52  | 13  | 18,9 | 72,1 | 0,0  | 61,6 | 6,9 | 1,8 | 0,8 | 1,8 | 8,0  |
| 2021-2022 | Boston Celtics      | 61  | 61  | 29,6 | 73,6 | 0,0  | 72,2 | 9,7 | 2,0 | 0,9 | 2,2 | 10,0 |
| 2022-2023 | Boston Celtics      | 35  | 20  | 23,5 | 74,7 | 0,0  | 61,0 | 8,3 | 1,4 | 0,6 | 1,4 | 8,0  |
| 2023-2024 | Portland T. Blazers | 6   | 0   | 19,8 | 65,4 | -    | 77,8 | 6,3 | 0,8 | 1,2 | 1,2 | 6,8  |
| 2024-2025 | Portland T. Blazers | 20  | 3   | 17,6 | 64,1 | 33,3 | 88,2 | 5,9 | 1,1 | 0,7 | 1,7 | 5,8  |
| Carriera  | Carriera            | 235 | 100 | 20,2 | 72,3 | 14,3 | 67,4 | 6,8 | 1,4 | 0,7 | 1,7 | 7,2  |

#### Play-off
| Anno     | Squadra        | PG | PT | MP   | TC%   | 3P% | TL%  | RP  | AP  | PRP | SP  | PP  |
| -------- | -------------- | -- | -- | ---- | ----- | --- | ---- | --- | --- | --- | --- | --- |
| 2019     | Boston Celtics | 3  | 0  | 4,3  | 50,0  | -   | 100  | 2,3 | 0,0 | 0,0 | 0,0 | 1,3 |
| 2020     | Boston Celtics | 13 | 0  | 11,5 | 74,2* | 0,0 | 33,3 | 3,9 | 0,8 | 0,2 | 0,5 | 3,7 |
| 2021     | Boston Celtics | 3  | 0  | 15,3 | 64,3  | -   | 50,0 | 5,0 | 0,7 | 0,3 | 3,0 | 6,3 |
| 2022     | Boston Celtics | 17 | 15 | 23,1 | 67,9  | 0,0 | 89,3 | 6,2 | 1,0 | 0,6 | 2,2 | 7,7 |
| 2023     | Boston Celtics | 20 | 4  | 20,9 | 78,8* | 0,0 | 67,9 | 6,0 | 1,0 | 0,5 | 1,3 | 7,7 |
| Carriera | Carriera       | 56 | 19 | 18,2 | 72,9  | 0,0 | 74,2 | 5,3 | 0,9 | 0,4 | 1,4 | 6,3 |

#### Massimi in carriera
- Massimo di punti: 21 vs Cleveland Cavaliers (22 dicembre 2021)[3]
- Massimo di rimbalzi: 17 vs Sacramento Kings (25 gennaio 2022)
- Massimo di assist: 10 vs Phoenix Suns (31 dicembre 2021)
- Massimo di palle rubate: 5 vs Denver Nuggets (16 febbraio 2021)
- Massimo di stoppate: 9 vs Brooklyn Nets (22 maggio 2021)
- Massimo di minuti giocati: 45 vs New York Knicks (20 ottobre 2021)

### G League
| Anno      | Squadra         | PG | PT | MP   | TC%  | 3P% | TL%  | RP  | AP  | PRP | SP  | PP   |
| --------- | --------------- | -- | -- | ---- | ---- | --- | ---- | --- | --- | --- | --- | ---- |
| 2018-2019 | Maine Red Claws | 5  | 4  | 25,2 | 73,3 | -   | 71,4 | 9,8 | 2,2 | 0,6 | 2,6 | 15,2 |
| Carriera  | Carriera        | 5  | 4  | 25,2 | 73,3 | -   | 71,4 | 9,8 | 2,2 | 0,6 | 2,6 | 15,2 |

## Palmarès
- NBA All-Defensive Team: 1

Second Team: 2022